# Carl Olof Gabrielson
Carl Olof Gabrielson, född 28 januari 1912 i Göteborgs Haga församling, död 20 februari 1979, var en svensk kemiingenjör. Han avlade examen vid Kungliga tekniska högskolan (KTH) 1935. Han invaldes 1959 i Ingenjörsvetenskapsakademien.